# Dom Aleixo (posto administrativo)
Dom Aleixo é um posto administrativo no município de Díli, Timor Leste, com 105.154 hab (2010) e 33,12 km².